# Puchar Świata w short tracku 2008/2009
Puchar Świata w short tracku 2008/2009 był kolejną edycją zawodów w short tracku. Zawodnicy podczas tego sezonu wystąpili w sześciu zawodach tego cyklu rozgrywek. Rywalizacja rozpoczęła się w Salt Lake City 18 października 2008, a zakończyła w Dreźnie, 15 lutego 2009 roku.

## Mężczyźni

### Stany Zjednoczone
| Data                  | Miejsce        | Konkurencja       | Zwycięzca        | 2. miejsce        | 3. miejsce              |
| 18 Października, 2008 | Salt Lake City | 1500 m (1)        | Sung Si-bak      | Charles Hamelin   | Jeff Simon              |
| 19 Października, 2008 | Salt Lake City | 1500 m (2)        | Lee Jung-su      | Lee Ho-suk        | Apolo Ohno              |
| 19 Października, 2008 | Salt Lake City | 500 m             | Sung Si-bak      | Charles Hamelin   | François-Louis Tremblay |
| 18 Października, 2008 | Salt Lake City | 1000 m            | Kwak Yoon-gi     | Lee Ho-suk        | Lee Jung-su             |
| 19 Października, 2008 | Salt Lake City | 5000 m - sztafeta | Korea Południowa | Stany Zjednoczone | Kanada                  |

### Kanada
| Data                  | Miejsce                     | Konkurencja       | Zwycięzca         | 2. miejsce              | 3. miejsce           |
| 25 Października, 2008 | Pacific Coliseum, Vancouver | 1500 m            | Lee Jung-su       | Sung Si-bak             | Jeff Simon           |
| 25 Października, 2008 | Pacific Coliseum, Vancouver | 1000 m (1)        | Charles Hamelin   | Anthony Lobello         | François Hamelin     |
| 26 Października, 2008 | Pacific Coliseum, Vancouver | 1000 m (2)        | Lee Jung-su       | Michael Gilday          | Remi Beaulieu-Tinker |
| 26 Października, 2008 | Pacific Coliseum, Vancouver | 500 m             | Lee Ho-suk        | François-Louis Tremblay | Kwak Yoon-gi         |
| 26 Października, 2008 | Pacific Coliseum, Vancouver | 5000 m - sztafeta | Stany Zjednoczone | Kanada                  | Wielka Brytania      |

### Chiny
| Data               | Miejsce | Konkurencja       | Zwycięzca         | 2. miejsce              | 3. miejsce      |
| 29 Listopada, 2008 | Pekin   | 1500 m            | Sung Si-bak       | Olivier Jean            | Park Jin-hwan   |
| 29 Listopada, 2008 | Pekin   | 500 m (1)         | Charles Hamelin   | François-Louis Tremblay | Wang Hongyang   |
| 30 Listopada, 2008 | Pekin   | 500 m (2)         | Olivier Jean      | Sung Si-bak             | Sui Baoku       |
| 30 Listopada, 2008 | Pekin   | 1000 m            | Lee Ho-suk        | Kwak Yoon-gi            | Charles Hamelin |
| 30 Listopada, 2008 | Pekin   | 5000 m - sztafeta | Stany Zjednoczone | Kanada                  | Chiny           |

### Japonia
| Data            | Miejsce | Konkurencja       | Zwycięzca   | 2. miejsce       | 3. miejsce              |
| 6 Grudnia, 2008 | Nagano  | 1500 m (1)        | Lee Jung-su | Sung Si-bak      | François-Louis Tremblay |
| 7 Grudnia, 2008 | Nagano  | 1500 m (2)        | Lee Ho-suk  | Charles Hamelin  | Olivier Jean            |
| 7 Grudnia, 2008 | Nagano  | 500 m             | Sung Si-bak | Han Jialiang     | Thibault Fauconnet      |
| 6 Grudnia, 2008 | Nagano  | 1000 m            | Lee Ho-suk  | Kwak Yoon-gi     | Charles Hamelin         |
| 7 Grudnia, 2008 | Nagano  | 5000 m - sztafeta | Kanada      | Korea Południowa | Chiny                   |

### Bułgaria
| Data           | Miejsce | Konkurencja       | Zwycięzca               | 2. miejsce    | 3. miejsce              |
| 7 Lutego, 2009 | Sofia   | 1500 m            | Lee Ho-suk              | Sung Si-bak   | Charles Hamelin         |
| 7 Lutego, 2009 | Sofia   | 1000 m (1)        | Kwak Yoon-gi            | Lee Jung-su   | François-Louis Tremblay |
| 8 Lutego, 2009 | Sofia   | 1000 m (2)        | Lee Ho-suk              | Jordan Malone | Lee Jung-su             |
| 8 Lutego, 2009 | Sofia   | 500 m             | François-Louis Tremblay | Jon Eley      | Jeff Simon              |
| 8 Lutego, 2009 | Sofia   | 5000 m - sztafeta | Kanada                  | Chiny         | Niemcy                  |

### Niemcy
| Data            | Miejsce | Konkurencja       | Zwycięzca          | 2. miejsce       | 3. miejsce           |
| 14 Lutego, 2009 | Drezno  | 1500 m            | J.R. Celski        | Yuri Confortola  | Remi Beaulieu-Tinker |
| 14 Lutego, 2009 | Drezno  | 500 m (1)         | Lee Ho-suk         | Kwak Yoon-gi     | Nicola Rodigari      |
| 15 Lutego, 2009 | Drezno  | 500 m (2)         | Anthony Lobello Jr | Jon Eley         | Satoshi Sakashita    |
| 15 Lutego, 2009 | Drezno  | 1000 m            | Lee Ho-suk         | J.R. Celski      | Yuri Confortola      |
| 15 Lutego, 2009 | Drezno  | 5000 m - sztafeta | Chiny              | Korea Południowa | Niemcy               |

## Kobiety

### Stany Zjednoczone
| Data                  | Miejsce        | Konkurencja       | Zwycięzca    | 2. miejsce       | 3. miejsce        |
| 18 Października, 2008 | Salt Lake City | 1500 m (1)        | Zhou Yang    | Jung Ba-ra       | Yang Shin-young   |
| 18 Października, 2008 | Salt Lake City | 1500 m (2)        | Shin Sae-bom | Zhou Yang        | Sun Linlin        |
| 19 Października, 2008 | Salt Lake City | 500 m             | Wang Meng    | Liu Qiuhong      | Jessica Gregg     |
| 19 Października, 2008 | Salt Lake City | 1000 m            | Wang Meng    | Shin Sae-bom     | Kimberley Derrick |
| 19 Października, 2008 | Salt Lake City | 3000 m - sztafeta | Chiny        | Korea Południowa | Kanada            |

### Kanada
| Data                  | Miejsce                     | Konkurencja       | Zwycięzca    | 2. miejsce         | 3. miejsce      |
| 25 Października, 2008 | Pacific Coliseum, Vancouver | 1500 m            | Zhou Yang    | Jung Eun-ju        | Shin Sae-bom    |
| 25 Października, 2008 | Pacific Coliseum, Vancouver | 1000 m (1)        | Wang Meng    | Liu Qiuhong        | Yang Shin-young |
| 26 Października, 2008 | Pacific Coliseum, Vancouver | 1000 m (2)        | Shin Sae-bom | Zhou Yang          | Allison Baver   |
| 26 Października, 2008 | Pacific Coliseum, Vancouver | 500 m             | Wang Meng    | Marianne St-Gelais | Yang Shin-young |
| 26 Października, 2008 | Pacific Coliseum, Vancouver | 3000 m - sztafeta | Chiny        | Korea Południowa   | Kanada          |

### Chiny
| Data                  | Miejsce | Konkurencja       | Zwycięzca   | 2. miejsce       | 3. miejsce         |
| 29 Listopada, 2008    | Pekin   | 500 m (1)         | Wang Meng   | Liu Qiuhong      | Tatiana Borodulina |
| 30 Listopada, 2008    | Pekin   | 500 m (2)         | Liu Qiuhong | Fu Tianyu        | Zhao Nannan        |
| 29 Listopada, 2008    | Pekin   | 1500 m            | Jung Eun-ju | Zhou Yang        | Allison Baver      |
| 30 Listopada, 2008    | Pekin   | 1000 m            | Wang Meng   | Zhou Yang        | Shin Sae-bom       |
| 19 Października, 2008 | Pekin   | 3000 m - sztafeta | Chiny       | Korea Południowa | Włochy             |

### Japonia
| Data            | Miejsce | Konkurencja       | Zwycięzca     | 2. miejsce        | 3. miejsce      |
| 6 Grudnia, 2008 | Nagano  | 1500 m (1)        | Kim Min-jung  | Shin Sae-bom      | Allison Baver   |
| 7 Grudnia, 2008 | Nagano  | 1500 m (2)        | Shina Sae-bom | Katherine Reutter | Kim Min-jung    |
| 7 Grudnia, 2008 | Nagano  | 500 m             | Wang Meng     | Liu Qiuhong       | Fu Tianyu       |
| 6 Grudnia, 2008 | Nagano  | 1000 m            | Wang Meng     | Liu Qiuhong       | Yang Shin-young |
| 7 Grudnia, 2008 | Nagano  | 3000 m - sztafeta | Chiny         | Korea Południowa  | Kanada          |

### Bułgaria
| Data           | Miejsce | Konkurencja       | Zwycięzca     | 2. miejsce        | 3. miejsce        |
| 7 Lutego, 2009 | Sofia   | 1500 m            | Jung Eun-ju   | Katherine Reutter | Zhou Yang         |
| 7 Lutego, 2009 | Sofia   | 1000 m (1)        | Wang Meng     | Liu Qiuhong       | Kalyna Roberge    |
| 8 Lutego, 2009 | Sofia   | 1000 m (2)        | Kim Min-jung  | Liu Qiuhong       | Kimberly Derrick  |
| 8 Lutego, 2009 | Sofia   | 500 m             | Jessica Gregg | Arianna Fontana   | Meng Xiaoxue      |
| 8 Lutego, 2009 | Sofia   | 3000 m - sztafeta | Kanada        | Włochy            | Stany Zjednoczone |

### Niemcy
| Data            | Miejsce | Konkurencja       | Zwycięzca          | 2. miejsce        | 3. miejsce        |
| 14 Lutego, 2009 | Drezno  | 1500 m            | Kim Min-jung       | Katherine Reutter | Zhang Hui         |
| 14 Lutego, 2009 | Drezno  | 500 m (1)         | Tatiana Borodulina | Fu Tianyu         | Arianna Fontana   |
| 15 Lutego, 2009 | Drezno  | 500 m (2)         | Tatiana Borodulina | Arianna Fontana   | Ewgenija Radanowa |
| 15 Lutego, 2009 | Drezno  | 1000 m            | Kimberly Derrick   | Katherine Reutter | Jung Eun-ju       |
| 15 Lutego, 2009 | Drezno  | 3000 m - sztafeta | Stany Zjednoczone  | Włochy            | Korea Południowa  |